# Francesco Bassano

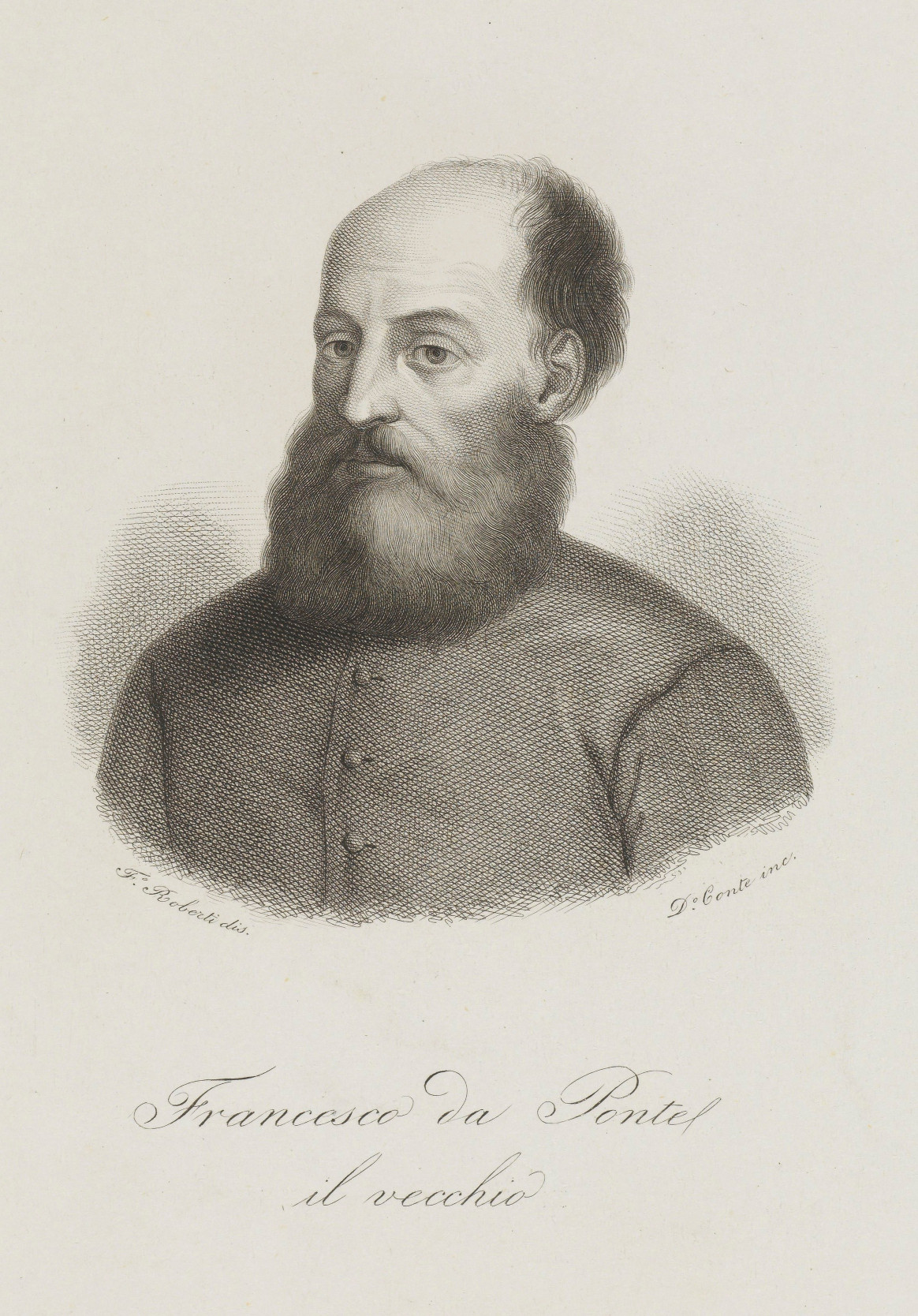
Francesco Bassano

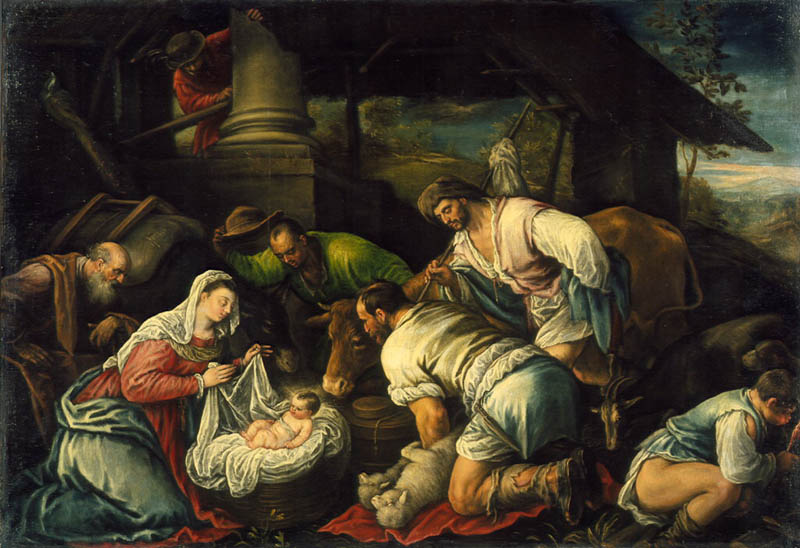
Francesco Bassano, Pokłon pasterzy

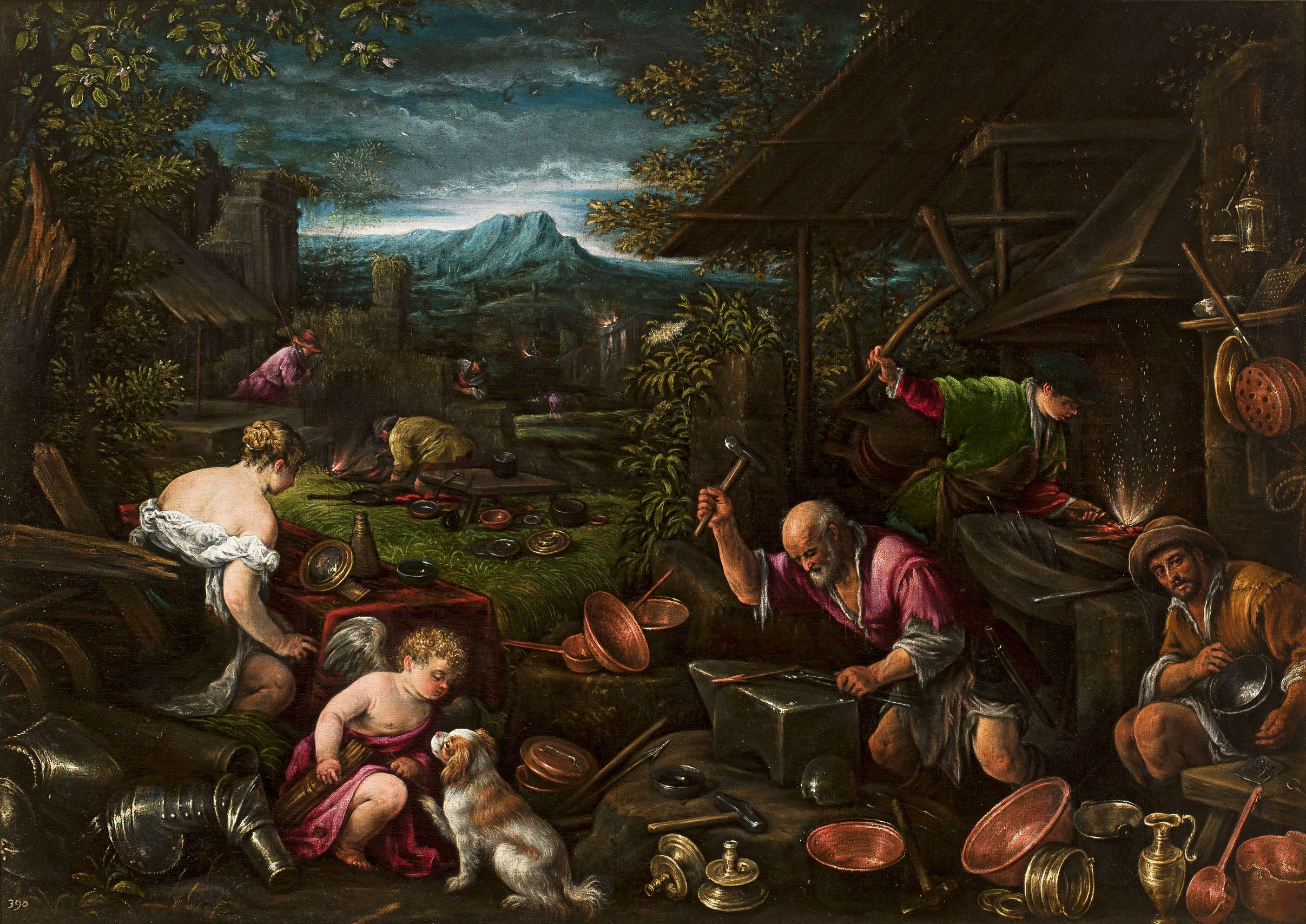
Francesco Bassano, Kuźnia Wulkana

Francesco Bassano, właśc. Francesco da Ponte (ur. 26 stycznia 1549 w Bassano del Grappa, zm. 4 lipca 1592 w Wenecji) – włoski malarz okresu manieryzmu, syn Jacopa Bassano.
Był uczniem i współpracownikiem ojca. W 1579 przeniósł się do Wenecji, gdzie założył własną pracownię.
Malował sceny religijne, mitologiczne, historyczne oraz nokturny.
Jego trzej bracia – Leandro Bassano (1557-1622), Girolamo Bassano (1566-1621), Giambattista Bassano (1553-1613) – również byli malarzami.

## Dzieła
- Cudowny połów ryb – St. Petersburg, Ermitaż
- Jesień (ok. 1577) – Paryż, Luwr
- Kuźnia Wulkana (ok. 1577) – Paryż, Luwr
- Kuźnia Wulkana (ok. 1584) – Poznań, Galeria Malarstwa i Rzeźby Muzeum Narodowego
- Lato – St. Petersburg, Ermitaż
- Ostatnia Wieczerza – Madryt, Prado
- Pokłon Trzech Króli (1567-69) – St. Petersburg, Ermitaż
- Powrót syna marnotrawnego – Madryt, Prado
- Ucieczka do Egiptu – Madryt, Prado
- Wenus i Amor w kuźni Wulkana – Warszawa, Muzeum Narodowe
- Wiosna – St. Petersburg, Ermitaż
- Zdobycie Padwy nocą (ok. 1580) – Wenecja, Pałac Dożów
- Zima – St. Petersburg, Ermitaż
- Zwiastowanie pasterzom (ok. 1575) – Kraków, Zamek Królewski na Wawelu – Państwowe Zbiory Sztuki
- Obraz powstały na podst. Przypowieści o miłosiernym Samarytaninie (ok. 1575)
- Ukrzyżowanie – Muzeum w Nysie